# Krav Maga (singolo)
Krav Maga è un singolo del rapper italiano Enigma, pubblicato il 2 dicembre 2017 come terzo estratto dal terzo album in studio Shardana.

## Tracce
1. Krav Maga – 2:25